# Marijan Österreicher
Marijan Österreicher (* 11. Jänner 2006 in Wien) ist ein österreichischer Fußballspieler.

## Karriere

### Verein
Österreicher begann seine Karriere beim SR Donaufeld Wien. Im Jänner 2025 wechselte er zum Floridsdorfer AC. Zur Saison 2017/18 schloss er sich der SV Donau Wien an. Im März 2018 wechselte er in die Jugend des FK Austria Wien, bei dem er ab der Saison 2021/22 auch sämtliche Altersstufen in der Akademie durchlief. Zur Saison 2023/24 rückte er in den Kader der Amateure der Wiener. Sein Debüt in der Regionalliga gab er im Juli 2023. In seiner ersten Saison kam er zu 25 Einsätzen in der Ostliga. In der Saison 2024/25 absolvierte er 24 Partien, mit den Young Violets stieg er in die 2. Liga auf.
Sein Debüt in der 2. Liga gab Österreicher im August 2025, als er am ersten Spieltag der Saison 2025/26 gegen den SKN St. Pölten in der Startelf stand.

### Nationalmannschaft
Österreicher spielte im September 2021 erstmals für eine österreichische Jugendnationalauswahl. Zwischen September 2022 und Juni 2023 spielte er sechsmal im U-17-Team. Zwischen September 2023 und Mai 2024 kam er zu sechs Einsätzen im U-18-Team. Im Herbst 2024 lief er sechsmal in der U-19-Mannschaft auf.